# Männer des 28. Oktober
Als Männer des 28. Oktober (tschechisch: Muži 28. října) werden die fünf Vertreter des Tschechoslowakischen Nationalausschusses bezeichnet, die am 28. Oktober 1918, kurz vor der Kapitulation von Österreich-Ungarn, die österreichischen Ämter in Prag unter ihre Kontrolle brachten und den selbstständigen tschechoslowakischen Staat ausriefen.

## Ereignisse des 28.Oktober 1918

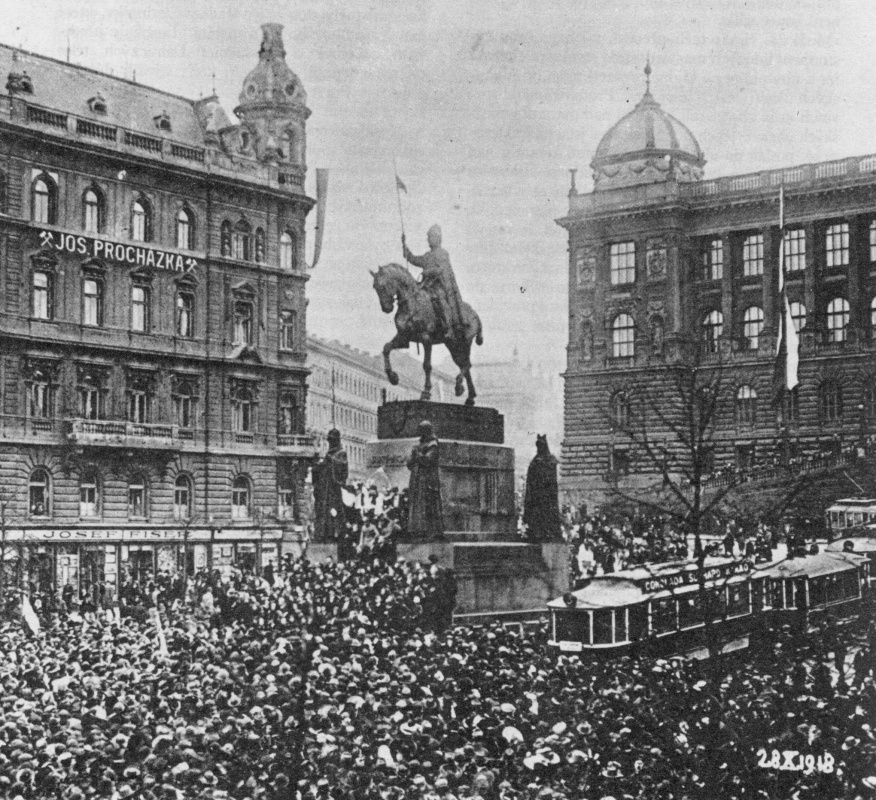
Manifestation am St.-Wenzels-Denkmal anlässlich der Proklamation der Tschechoslowakischen Republik am 28. Oktober 1918

Bereits seit Sommer 1918 rechneten tschechische Politiker mit dem Ende der Österreichisch-Ungarischen Monarchie. Im Juli 1918 entstand als höchstes Gremium des inneren Widerstandes der Tschechoslowakische Nationalausschuss (Národní výbor československý). Seine Aufgabe war es, die Machtübernahme nach dem Kriegsende vorzubereiten. Besondere Sorge des Nationalausschusses galt der Versorgung der Bevölkerung in der kritischen Übergangszeit und der Sicherstellung der öffentlichen Ordnung.
Am Vormittag des 28. Oktober 1918 wurde in  Prag der Inhalt  der Note des Österreich-Ungarischen Außenministers Gyula Andrássy an den amerikanischen Präsidenten Woodrow Wilson bekannt. Österreich-Ungarn akzeptierte darin alle Bedingungen von Wilson, bot Friedensverhandlungen an und erkannte ausdrücklich auch die Rechte der Tschechoslowaken und Südslawen auf Selbstbestimmung an.
In Prag kam es zu spontanen Demonstrationen. Die Menschen interpretierten die Note als sofortige Kapitulation der Monarchie und das Kriegsende. Sie füllten die Straßen, rissen Symbole der Monarchie von den Gebäuden herunter und hissten tschechische Flaggen. Tschechische Soldaten rissen Symbole der Monarchie von ihren Uniformen herunter. Unter dem St.-Wenzels-Denkmal hatten noch am Vormittag verschiedene Redner spontan den selbstständigen tschechoslowakischen Staat ausgerufen.
Im Prager Gemeindehaus kamen noch am Vormittag Vertreter des Nationalausschusses zusammen, als Vertreter der Slowaken zog man Vavro Šrobár hinzu. Sie beschlossen die sofortige Übernahme österreichischer Ämter in Prag, insbesondere die Übernahme des Kriegsgetreideinstituts (Válečný obilní ústav) und des Militärhauptquartiers. Der Machtwechsel gelang an diesem Tag völlig ohne Blutvergießen, denn die österreichische Garnison unter dem General der Infanterie Paul Kestranek hatte kein Interesse an Kämpfen.
Am Abend des 28. Oktober verabschiedete der Nationalausschuss zwei wichtige Dokumente: Gesetz über die Errichtung des selbstständigen tschechoslowakischen Staates (Zákon o zřízení samostatného státu československého). Es war das erste Gesetz des neuen Staates. Der Nationalausschuss erklärte darin die Gründung des selbstständigen tschechoslowakischen Staates und unterstellte alle Behörden und Institutionen auf dem Gebiet der Tschechoslowakei seiner Gewalt. Das zweite Dokument, das Manifest des Tschechoslowakischen Nationalausschusses (Provolání národního výboru československého) ist eine Proklamation des selbstständigen tschechoslowakischen Staates.
Fünf Repräsentanten des Nationalausschusses setzten ihre Unterschrift unter die beiden Dokumente: Antonín Švehla, Alois Rašín, Jiří Stříbrný, Vavro Šrobár und František Soukup. Diese fünf Männer wurden später „Männer des 28. Oktober“ genannt.

„Tschechoslowakisches Volk!

Dein uralter Traum ist Wirklichkeit geworden. Der tschechoslowakische Staat trat am heutigen Tage in die Reihe der selbständigen, freien Kulturstaaten der Welt. Der Nationalausschuss, getragen vom Vertrauen des gesamten tschechoslowakischen Volkes, nahm als einziger berechtigter und verantwortlicher Repräsentant die Verwaltung deines Staates in seine Hand.
Tschechoslowakisches Volk! Was du unternimmst, unternimmst du von diesem Augenblick an als ein neues freies Mitglied der großen Familie selbständiger freier Nationen.“

## „Männer des 28. Oktober“

### Alois Rašín

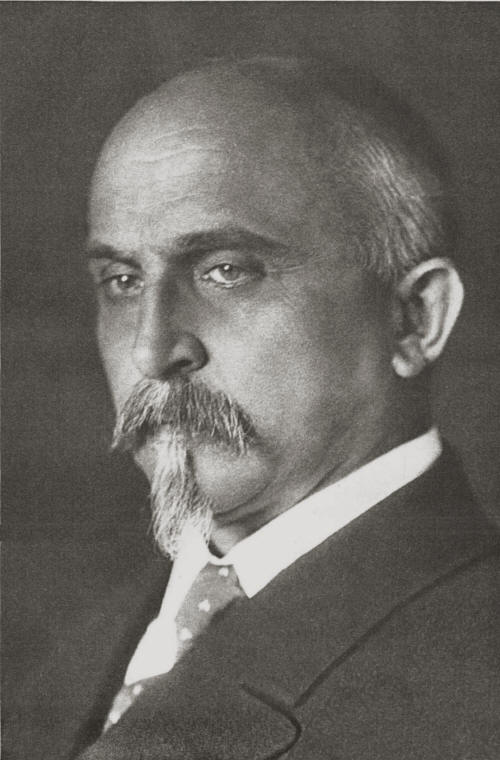
Alois Rašín

war Rechtsanwalt, Abgeordneter im Reichsrat, Gründungsmitglied und stellvertretender Vorsitzender der Partei Česká státoprávní demokracie (Tschechische staatsrechtliche Demokratie). Als ein radikaler Gegner der Österreichisch-Ungarischen Monarchie engagierte er sich während des Krieges in der Untergrundorganisation Maffie, wurde wegen Hochverrats zum Tode verurteilt, aber im Rahmen der Amnestie von Karl I. im Jahr 1917 begnadigt. Seit Juli 1918 gehörte er dem Vorstand des Tschechoslowakischen Nationalausschusses an.
Alois Rašín spielte am 28. Oktober 1918 eine entscheidende Rolle. Am Tag vorher bekam er von Verbindungsleuten in Wien die Nachricht, dass Österreich-Ungarn bald kapitulieren wird. Daraufhin mobilisierte er Vorstandsmitglieder des Nationalausschusses und benachrichtigte auch Josef Scheiner, Obmann des Turnerbundes Sokol. Einheiten des Turnerbundes sollten den Nationalausschuss während der Machtübernahme unterstützen, die öffentliche Ordnung sichern und Ausschreitungen und Plünderungen verhindern. In der Nacht zum 28. Oktober schrieb Rašín das erste Gesetz des neuen Staates, das Gesetz über die Errichtung des selbstständigen tschechoslowakischen Staates und am 28. Oktober koordinierte er die Übernahme österreichischer Ämter.
In der Ersten Republik war Alois Rašín Finanzminister. Er verfolgte eine rigide Sparpolitik, trennte die tschechoslowakische Währung von der stark inflationären österreichischen Währung und ordnete zeitweise die Schließung der Grenzen zu Österreich an. Seine radikalen aber unpopulären Maßnahmen verhinderten nach dem Krieg eine Hyperinflation. Sein Slogan hieß „Arbeiten und Sparen!“.

### Antonín Švehla

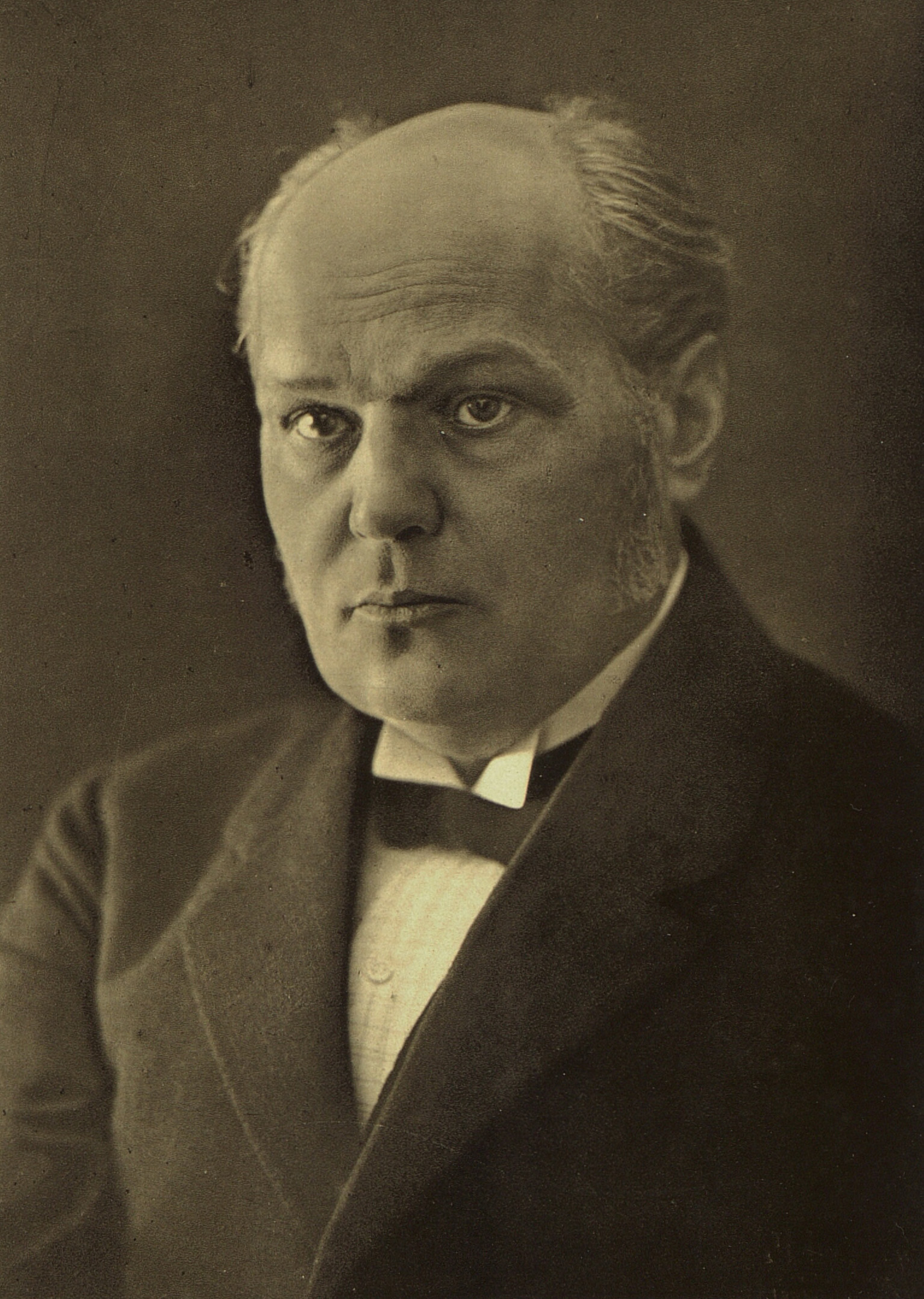
Antonín Švehla

war Vorsitzender der Tschechoslowakischen Agrarpartei (Českoslovanská strana agrární) und Abgeordneter im Böhmischen Landtag. Während des Krieges gehörte er zu den führenden Persönlichkeiten des antihabsburgischen Widerstandes. Seit Juli 1918 war er stellvertretender Vorsitzender des Tschechoslowakischen Nationalausschusses und leitete die Vorbereitungen für die Machtübernahme. Seine besondere Aufmerksamkeit galt den wirtschaftlichen Problemen des Machtüberganges. Er wurde zum Vorsitzenden des Wirtschaftsrates (Zemská hospodářská rada) gewählt, einer Kommission, die die Verteilung von Nahrungsmitteln und anderen lebenswichtigen Gütern in Böhmen sicherstellen sollte. Unter dem Patronat des Nationalausschusses entstanden im Herbst 1918 an vielen Orten im Land auch lokale Wirtschaftsräte, die die Versorgung der Bevölkerung sicherstellen und die Abfuhr von Lebensmitteln aus Böhmen an die Front verhindern sollten.
Am Vormittag des 28. Oktober 1918 übernahmen Antonín Švehla und František Soukup die Kontrolle über das Kriegsgetreideinstitut in Prag, das die Ausfuhr von Getreide aus Böhmen in andere Länder der Monarchie koordinierte. Den Beschäftigten des Amtes nahmen sie einen Treueeid auf den neuen tschechoslowakischen Staat ab. Am Abend setzte Švehla seine Unterschrift unter das Manifest zur Gründung des Tschechoslowakischen Staates und wurde so zu einem der „Männer des 28. Oktober“.
In der ersten tschechoslowakischen Regierung von Karel Kramář übte er das Amt des Innenministers aus. In dieser Funktion wirkte er an der Ausarbeitung der neuen tschechoslowakischen Verfassung mit. Seine politische Arbeit trug maßgeblich zur Konsolidierung der innenpolitischen Lage und zur Stabilisierung des tschechoslowakischen Staates in den 1920er Jahren bei. In den verschiedenen Koalitionsregierungen der 1920er-Jahre war er dreimal Ministerpräsident. Im Jahr 1921 initiierte die Bildung der Pětka, einer informellen Koalition der fünf stärksten Parteien. Im Jahr 1927 unterstützte er die erneute Wahl von Tomáš Garrigue Masaryk zum Präsidenten und verzichtete dabei auf eine eigene Kandidatur.

### František Soukup

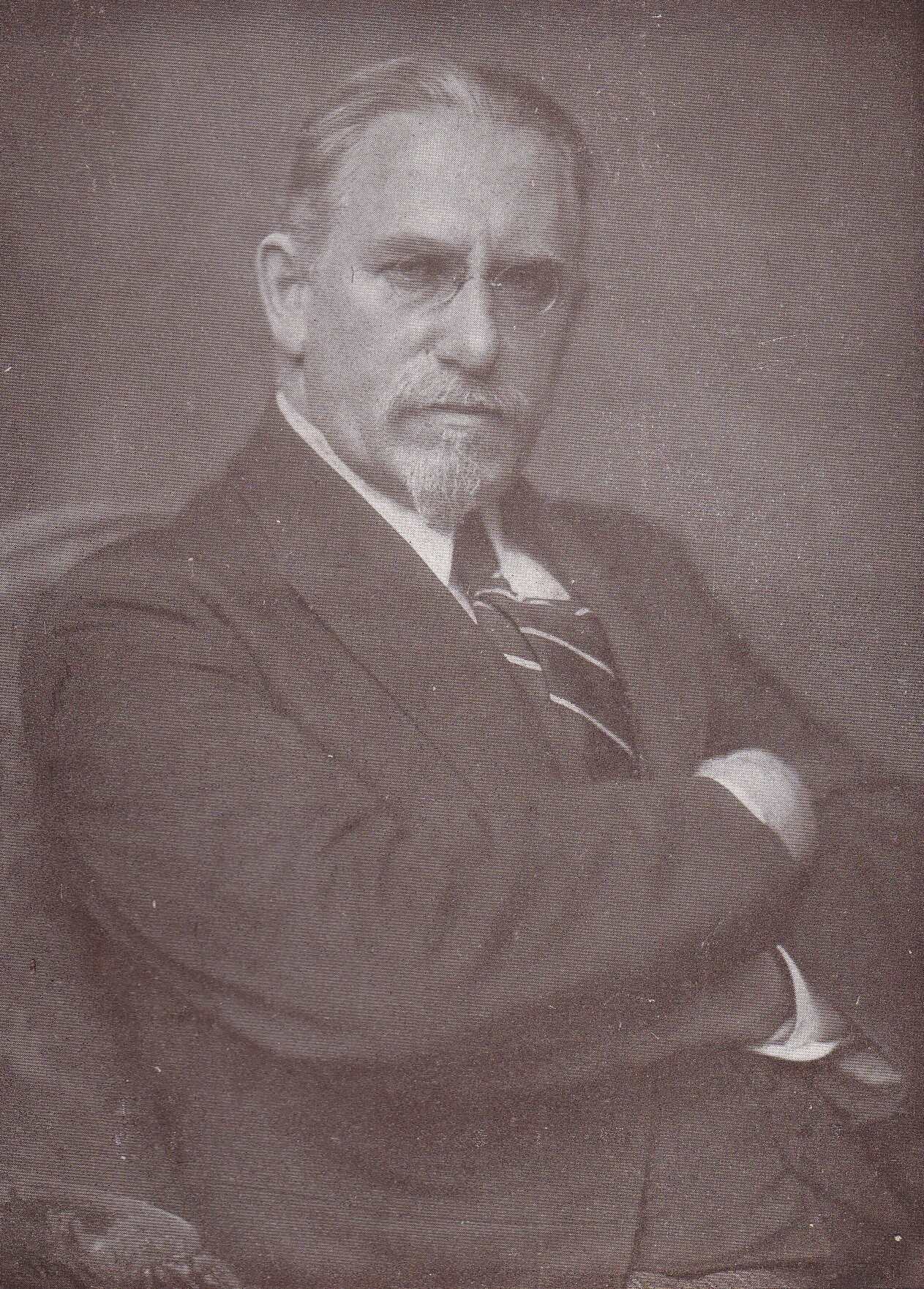
František Soukup

war Rechtsanwalt und Abgeordneter im Wiener Reichsrat. Ab 1904 vertrat er die Tschechische Sozialdemokratische Partei (Česká strana sociálně demokratická) im Ständigen Büro der II. Internationale in Brüssel. Im Krieg engagierte er sich im antihabsburgischen Widerstand und war Gründungsmitglied der Geheimorganisation Maffie. Im November 1915 wurde er wegen Widerstandsaktivitäten für zwei Monate verhaftet. Ab Juli 1918 wirkte er als Sekretär des Tschechoslowakischen Nationalausschusses und verhandelte im In- und Ausland über die politische Nachkriegsordnung.
Am 28. Oktober 1918 übernahm er zusammen mit Antonín Švehla die Kontrolle über das Kriegsgetreideinstitut in Prag. Neben anderen Rednern sprach er an diesem Tag auch am St.-Wenzels-Denkmal zu der versammelten Menge, verkündete die Machtübernahme durch den Nationalausschuss und rief die selbstständige Tschechoslowakei aus. Am Abend unterzeichnete er das Manifest zur Gründung des Tschechoslowakischen Staates.
In der ersten tschechoslowakischen Regierung von Karel Kramář bekleidete er das Amt des Justizministers. In dieser Funktion konzipierte er die ersten Gesetze des neuen Staates und setzte die rechtliche Kontinuität mit der Monarchie durch. Ab November 1918 war er Vizepräsident der Revolutionären Nationalversammlung, später übernahm er das Amt des Präsidenten des Tschechoslowakischen Senates.

### Vavro Šrobár

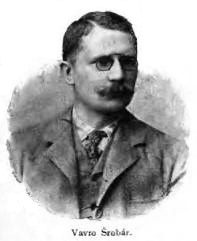
Vavro Šrobár

war ein slowakischer Mediziner, Politiker und Publizist. Schon vor dem Ersten Weltkrieg engagierte er sich politisch und warb als Schriftsteller und Journalist für die slowakisch-tschechische Zusammenarbeit. Er war ein überzeugter Tschechoslowake und Anhänger des künftigen Präsidenten Masaryk. Bei Feierlichkeiten am 1. Mai 1918 in Liptovský Mikuláš forderte er in seiner Hauptrede das Recht auf Selbstbestimmung auch für das slowakische Volk. Für seine anti-ungarischen Aktivitäten verbrachte er 1918 einige Monate in der Haft.
Ende Oktober 1918 reiste er nach Prag und am 28. Oktober 1918 unterzeichnete er als Vertreter der Slowaken die Dokumente zur Gründung des freien tschechoslowakischen Staates.
Die erste tschechoslowakische Regierung betraute Vavro Šrobár mit der Leitung des Ministeriums für die Verwaltung der Slowakei. Später in den 1920er-Jahren leitete er das Resort Gesundheitswesen und das Resort Schulwesen und Volksbildung. Als Minister mit umfangreichen Vollmachten trug er wesentlich zur Eingliederung der Slowakei in den neuen Staat und zum Ausbau ihrer Verwaltung und des Schul- und Gesundheitswesens bei. Neben seinen politischen Aufgaben lehrte er Medizin an der Universität in Bratislava.
Er war Mitglied der Agrarpartei und Abgeordneter der tschechoslowakischen Nationalversammlung. Seine Vision eines einheitlichen, zentralistisch regierten tschechoslowakischen Staates stand in Widerspruch zu den separatistischen Tendenzen in der slowakischen Politik.

### Jiří Stříbrný

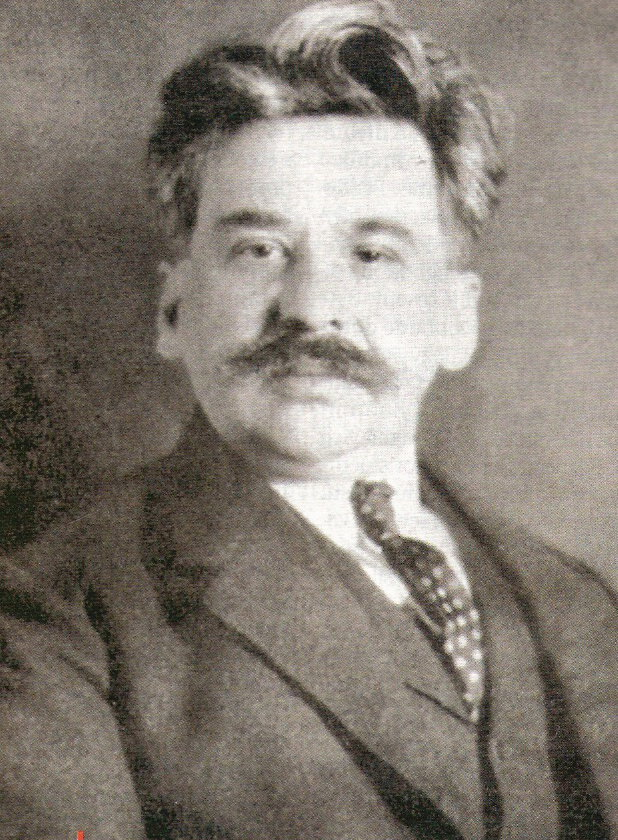
Jiří Stříbrný

war Politiker und Journalist, Abgeordneter im Wiener Reichsrat und ein führendes Mitglied der Tschechischen National-Sozialen Partei (Česká strana národně sociální). Im Krieg engagierte er sich im antihabsburgischen Widerstand und gehörte der Untergrundorganisation Maffie an. Im Vorstand des Tschechoslowakischen Nationalausschusses vertrat er die National-Soziale Partei. Jiří Stříbrný war auch Mitglied des Sozialistischen Rates (Sozialistická rada), eines Organs der beiden sozialistischen Parteien (Sozialdemokraten und National-Sozialisten) und beteiligte sich an der Organisation des Generalstreiks am 14. Oktober 1918 gegen Engpässe in der Versorgung und gegen die Ausfuhr von Lebensmitteln aus Böhmen.
Am 28. Oktober 1918 leitete Jiří Stříbrný Maßnahmen zur Sicherung von Post, Eisenbahnen und Verkehr und am Abend unterschrieb er die Dokumente zur Gründung des freien tschechoslowakischen Staates. Am Folgetag vereinbarten Stříbrný, Rašín, Soukup und Švehla im Namen des Nationalausschusses mit dem eilig aus Wien zurückgekehrten Statthalter von Böhmen, Graf Max von Coudenhove, die vollständige und gewaltlose Machtübernahme. Stříbrný trat auch als Redner auf, verkündete die Machtübernahme durch den Nationalausschuss und mahnte die Menschen, Ruhe zu bewahren und Gewalt zu vermeiden. Am 30. Oktober verhandelte er dann zusammen mit František Soukup und Josef Scheiner mit General Kestřanek, dem Kommandeur der Prager Militärgarnison. Sie setzten durch, dass die Garnison ihre Waffen niederlegte und den Umsturz ohne Widerstand akzeptierte.
In der Ersten Republik war Jiří Stříbrný Abgeordneter der Tschechoslowakischen Nationalversammlung und bekleidete in den verschiedenen Koalitionsregierungen mehrere Ministerämter (Post, Eisenbahnen, Verteidigung). Er war auch stellvertretender Vorsitzender der Tschechoslowakischen Sozialistischen Partei (Československá strana socialistická) und ein Mitglied der Gruppe Pětka.